# Francisco la Vega (Pintor)

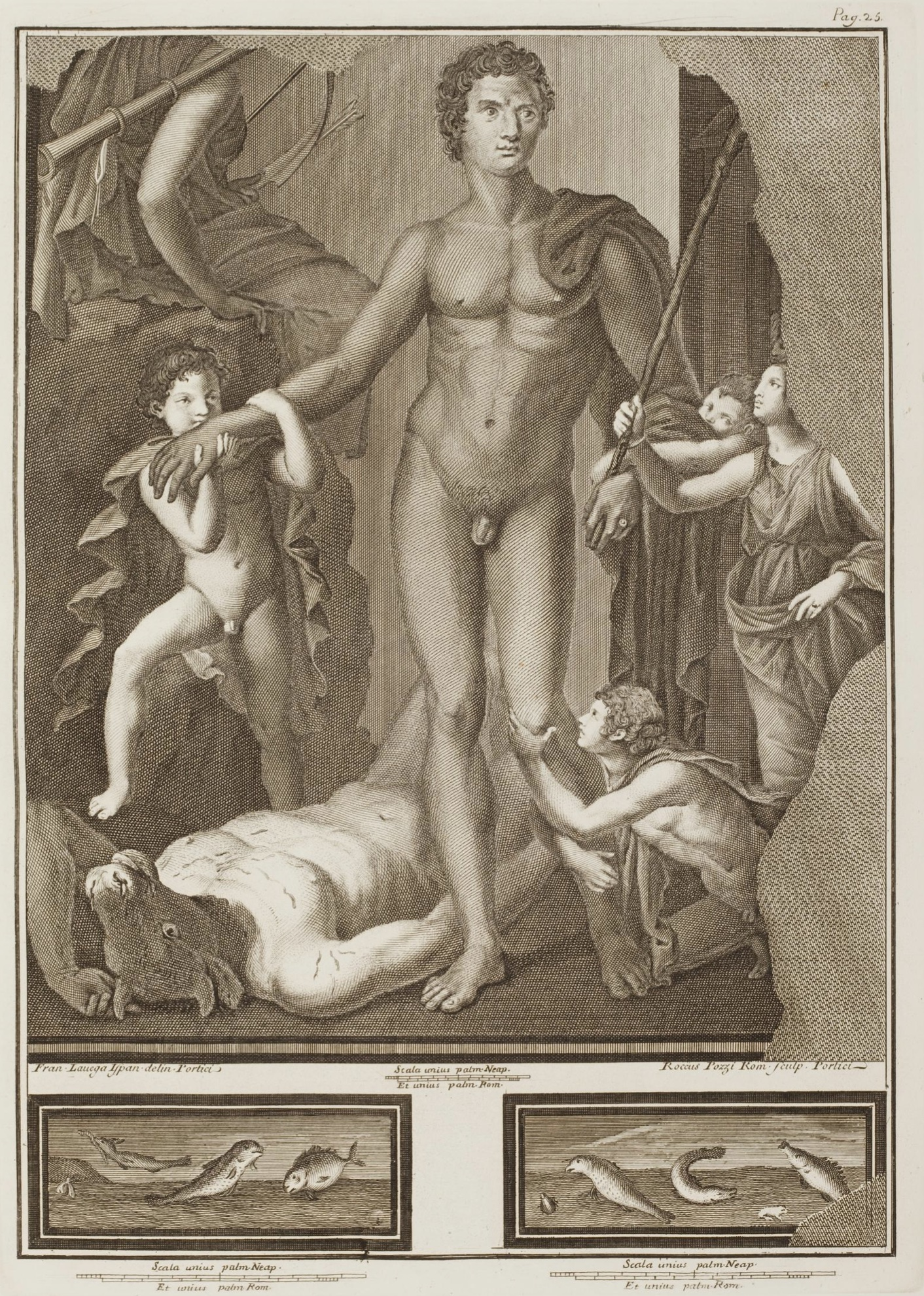
Grabado de Rocco Pozzi por dibujo de Francisco la Vega para el primer volumen de Le antichita di Ercolano esposte (1757)

Francisco la Vega (activo antes de 1747-1754) fue un pintor y dibujante español instalado en Roma y Nápoles, donde trabajo a las órdenes del rey Carlos VII de Nápoles. Fue padre de los arqueólogos Francisco la Vega y Pedro la Vega.

## Biografía
Francisco la Vega estaba activo en Roma y era ya de avanzada edad cuando fue llamado a Nápoles en 1747 por el rey Carlos, para la decoración del palacio de Portici y para que copiara las pinturas antiguas que se estaban encontrando en las excavaciones de Herculano y Pompeya. Con él se desplazó Rocco Pozzi, grabador y conservador. Proporcionó buena parte de los dibujos para los grabados con que salió ilustrado el primero de los volúmenes de Le Antichità di Ercolano Esposte y algunos del segundo, publicados en 1757 y 1760. Fue en vida el principal diseñador de grabados de la "Escuela de Portici". Poco después de llegar cayó enfermo y cuando la vista se le había deteriorado mucho y no le permitió seguir su trabajo, fue sustituido en sus labores de dibujante por Camilo Paderni. Falleció en 1754. A su muerte, el rey asignó a su viuda Angelica Vanni una pensión de diez escudos romanos para que pudiera financiar los estudios de pintura y arquitectura de su hijo Francisco, bajo la dirección de su tío Niccolò Vanni.